# Djwal Khul
Djwal Khul, auch bekannt als „der Tibeter“ oder „Meister D.K.“, ist eine zentrale Figur in der esoterischen und theosophischen Tradition. Seine erste Erwähnung findet sich im späten 19. Jahrhundert in den Lehren der Theosophie Blavatskys, insbesondere bei Helena Blavatsky, der Gründerin der Theosophischen Gesellschaft. Später nahm Alice Bailey seine Figur in ihre Schriften auf und prägte sie weiter. Djwal Khul wird dort als „aufgestiegener Meister“ dargestellt – ein spirituelles Wesen, das Wissen über kosmische Gesetze und spirituelle Entwicklung vermittelt. Bailey gab an, sie habe durch telepathische Kommunikation mit Djwal Khul zahlreiche ihrer Werke verfasst.
Seine Lehren beschäftigen sich mit der Kosmogenesis, Anthropogenesis und der Notwendigkeit eines erweiterten Bewusstseins kosmischer Allverwobenheit (Neotantra) zur Förderung der Vision einer unter der letzten Neptun/Pluto-Konjunktion 1891/1892 entstandenen Weltkultur auf religiöser Ebene, bei der unser Gottesverständnis und unsere Einstellung zum Göttlichen massive und unwiderrufliche Veränderungen erfahren. Dwjal Khul gilt als eine Schlüsselfigur in der Verbreitung esoterischer Weisheiten des 20. Jahrhunderts.

## Esoterische Figur ohne nachweisbare Existenz
Es gibt keine empirischen oder objektiven Belege für Djwal Khuls Existenz außerhalb der Aussagen seiner Anhänger. Gegen Ende des 19. Jahrhunderts soll er, der Leiter eines der Neben-Ashrams innerhalb des größeren Zweiten-Strahl-Ashrams von Meister Koot Hoomi in Samzhubzê, in der Nachbarschaft des Sitzes des Penchen Lama, die Verantwortung für die Darlegung einer Folge von drei neuen Interpretationen der zeitlosen Weisheit übernommen haben, die „dem New Age vorausgehen und seine Voraussetzungen schaffen“ sollte.
Die erste in der Serie von drei Interpretationen der zeitlosen Weisheitslehren, die dem tibetischen Meister anvertraut gewesen sein sollen, wurde der Welt durch Helena Petrovna Blavatsky zwischen den Jahren 1875 und 1890 – fünfzehn Jahre lang – gegeben. Dies nannte Khul die „vorbereitende“ Phase der Lehre. Er habe Blavatsky Isis Unveiled (1877) und The Secret Doctrine (1888) vermittelt, die Grundlagenwerke ihrer als „Theosophie“ bezeichneten, synkretistischen Weltanschauung, die gleichzeitig die Lehre ihrer Theosophischen Gesellschaft bildet. Im Unterschied zur christlichen Theosophie verfolgt die anglo-indische Richtung ihres Religionssynkretismus das Ziel, durch Studium und Praxis westlicher und fernöstlicher Religiosität ins mystische Erkennen einer höheren Form von „Wahrheit“ zu erlangen: das vollkommene Bewusstsein einer gemeinsamen Wurzel aller Religionen und Lehren. In ihren Schriften erwähnt sie Dwjal Khul als „älterer Bruder“, Mahatmas (महात्मा mahātmā, „große Seele“) oder „großer weißer Loge“. Sie entwickelte die Vorstellung, dass Religionsstifter und andere charismatische, spirituell erleuchtete Menschen nach ihrem Leben auf der Erde ins Reich Gottes eintreten, dort kosmisch allverwobenes Bewusstseinslicht werden („Christus“-Licht) und im ursprünglichen Einheitsbewusstsein, in dem es nur noch Harmonie und allumfassende Liebe gibt, die „große weiße Bruderschaft“ (Bruderschaft von Shambhala) bilden, aus der heraus sie wiederum über den Mental- und Astralleib prädestinierter, weil spirituell veranlagter, hochsensibler und hochsensitiver Menschen, die ihnen als Medium dienen (wollen), die spirituelle Evolution der Menschheit vorantreiben. Der Name Dwjal Khul, er taucht erstmals im Werk Blavatskys auf.

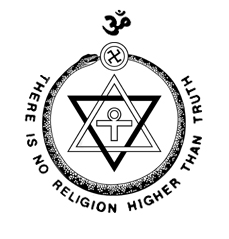
Das Siegel der Theosophischen Gesellschaft Blavatskys mit Swastika, Davidstern, Anch, Om und Ouroboros sowie ihr Leitmotiv „Es gibt keine höhere Religion als die Wahrheit“

Die zweite Serie von drei Interpretationen der zeitlosen Weisheitslehren, die Khul anvertraut gewesen sein sollen, wurde über einen Zeitraum von dreißig Jahren durch Alice Bailey gegeben – von 1919 bis 1949. Baileys eigenen Angaben zufolge erschien ihr bereits am 30. Juni 1895, sie war 15 Jahre alt, erstmals ein Meister der Weisheit mit Namen Kuthumi. Dieser soll sie an einen anderen „Meister“ mit Namen Djwhal Khul „vermittelt“ haben. Bailey behauptete, im November 1919 erstmals die Stimme dieses „Tibeters“ zu gehört zu haben. Nach anfänglicher Ablehnung erfüllte sie dann angeblich seinen Wunsch, einige Bücher zu schreiben und zu veröffentlichen, wobei die Worte des „Meisters“, wie Bailey betonte, nichts mit automatischem Schreiben oder medialen Durchgaben zu tun hätten. Sie meinte vielmehr, den „Meister“ zu hören und die Gedanken, die in ihr Gehirn hineingesenkt wurden niederzuschreiben. Jedenfalls begann sie ab Ende 1919 eine Reihe von teils sehr umfangreichen Büchern zu schreiben. Bailey behauptete, dass von ihren insgesamt 25 Werken, 18 von Djwal Khul stammten, zwei schrieb sie mit seiner Hilfe nieder und fünf sollen von ihr selbst verfasst sein. Im August 1934 schrieb sie in der Ich-Perspektive von Dwjal Khul:
„Es genügt zu sagen, dass ich ein tibetischer Adept eines gewissen Grades bin, und das sagt euch wenig, denn alle sind Adepten, vom bescheidensten Anwärter bis zu Christus selbst. Ich lebe in einem physischen Körper wie andere Männer, an den Grenzen Tibets, und manchmal (aus dem exoterischen Standpunkt) habe ich den Vorsitz einer großen Gruppe tibetischer Lamas, wenn meine anderen Pflichten es zulassen. Es ist diese Tatsache, die dazu geführt hat, dass berichtet wurde, dass ich ein Abt dieser besonderen Lamaei bin. Diejenigen, die mit mir in der Arbeit der Hierarchie verbunden sind (und alle wahren Adepten sind in dieser Arbeit verbunden), kennen mich noch unter einem anderen Namen und Büro. Alice Bailey weiß, wer ich bin, und erkennt mich an zwei meiner Namen. Ich bin ein Bruder von euch, der etwas länger auf dem Weg gereist ist als der durchschnittliche Adept und daher größere Verantwortungen entstanden sind. Ich bin einer, der gerungen hat und sich in ein größeres Maß an Licht gekämpft hat, als der Aspirant, der diesen Artikel lesen wird, und ich muss daher als Sender des Lichts fungieren, koste es, was es wolle. Ich bin kein alter Mann, wie es unter den Lehrern heißt, aber ich bin auch nicht jung oder unerfahren. Meine Arbeit ist es, das Wissen der zeitlosen Weisheit zu lehren und zu verbreiten, wo immer ich eine Antwort finden kann, und ich tue dies seit vielen Jahren. Ich versuche auch, dem Meister Morya und dem Meister Koot Hoomi zu helfen, wann immer die Gelegenheit bietet, denn ich bin schon lange mit Them und ihrer Arbeit verbunden. Alles in einem habe ich euch nun viel gesagt; aber gleichzeitig habe ich euch nichts gesagt, was euch dazu führen würde, mir blindem Gehorsam zu leisten und dumme Hingabe anzubieten wie ein Schüler gegenüber seinem Guru und Meister, den er noch nicht erreichen kann. Der wird den gewünschten Kontakt auch solange nicht mehr herstellen, bis des Schülers emotionale Hingabe an den Meister verwandelt wurde zum uneigennützigen Dienst an der Menschheit. Die Bücher, die ich geschrieben habe, werden ohne Erwartungen gesendet. Sie können für euch wahr und hilfreich sein. Es liegt an euch, deren höhere Wahrheit durch Studium und Praxis der Intuition mystisch zu erkennen.“ In einigen Schriften wurde sein Name weggelassen und er wurde mit der Abkürzung „Master D. K.“ bezeichnet. oder die Bezeichnung „Der Tibeter“. Seit 1924 erscheinen ihre Werke in der eigenen Lucis Publishing Company.

## Wirken
Dwjal Khul wird oft als aufgestiegener Meister der Weisheit und spiritueller Lehrer beschrieben, dessen Ziel es ist, das Bewusstsein der Menschheit zu erheben und dessen spirituelle Evolution zu fördern. Sein Wirken konzentrierte sich auf die Vermittlung tiefer esoterischer Lehren, die Themen wie Meditation, kosmische Hierarchien, die Natur der Seele und die Evolution des menschlichen Bewusstseins vom Körperbewusstsein übers Image-Bewusstsein (Pseudo-Selbstbewusstsein) und wahre Selbst-/Seelenbewusstsein hinauf ins vollkommene Bewusstsein kosmischer Allverwobenheit umfassen. Er wird als ein Meister der Weisheit angesehen, der mit anderen spirituellen Meistern zusammenarbeitet, darunter der bekannte Meister Kuthumi und der Meister Morya.
Dwjal Khul soll eine Schlüsselrolle bei der Verbreitung der Lehren der Theosophie und dem sogenannten New Age gespielt haben. Seine telepathische Kommunikation durch Alice Bailey diente dazu, komplexe spirituelle Konzepte einem breiteren Publikum zugänglich zu machen und spirituell Suchenden Werkzeuge zur persönlichen und kollektiven Transformation zu bieten. Diese Lehren betonen die Wichtigkeit von Dienst am Nächsten, spiritueller Disziplin und die Entwicklung eines vollkommenen Bewusstseins kosmischer Allverwobenheit (Neotantra), das über egozentrische und nationale Interessen hinausgeht. Die Werke Baileys behandeln deshalb die esoterische mystische Sexualität unserer Zeit auf informative und vernünftige Weise. „Viele Aussagen des Tibeters über Sexualität sind sehr relevant, auch wenn die neuesten schon mehr als 50 Jahre alt sind. Gemäß dem Tibeter ist Sex wie in der hinduistischen und buddhistischen Tradition die Beziehung zwischen Geist und Materie oder der niedrigen Natur mit dem höheren Selbst. Auf die richtige Ebene gebracht, kann die Menschheit durch Sexualität völlige Vereinigung mit dem Göttlichen erfahren. Obwohl Sexualität eine körperliche Funktion ist, kann sie bei seelischer Bewusstheit zu einer transzendenten Kraft für höhere Bewusstseinszustände werden. Der Tibeter glaubte, dass sexuelle Kraft aus der physischen Ebene kommt und daher eher einen Sog auf involutionäre (sich in höhere Bewusstheit ausdehnende) Energien ausübt; Sexualität ist also auf einer kosmischen Ebene regressiv und nicht progressiv. Sie dient mystisch gesehen zur Verwirklichung des niedrigeren Selbst und physisch gesehen zur Schaffung neuer, reiner Körper. Unsere heutige Haltung gegenüber der Sexualität wurzelt in der Integriertheit früher Menschen in der physischen Welt, wodurch Sex ein sündenfreier Weg zur Fortpflanzung war. Mit der Entwicklung der Emotionen, die auch deren Kontrolle erschwerte, entstanden sündige Haltungen und die mystische Sexualität verkam zur reinen Befriedigung körperlicher Triebe. Heute beginnt die Menschheit vorwiegend auf mentaler Ebene zu funktionieren, wie es für Eingeweihte typisch ist, und so kann die Sexualität wieder in ihre eigentliche Funktion eingesetzt werden. Die Seele übernimmt die Funktion der Kontrolle über drei Leiber – den physischen, den psychischen und den mentalen Leib. Die Funktionen der niedrigeren Leiber müssen im Dienste des höheren gereinigt und sublimiert werden, damit harmonische Energien entstehen – wohltätig für ein Individuum wie auch dessen Partner oder Partnerin. Die tiefgreifende Veränderung in der Haltung gegenüber der Sexualität zeigt, dass die positive Symbolik der Sexualität, heute allgemein in Vergessenheit geraten und durch animalische und perverse Gedanken ersetzt worden ist. Das mystische Geheimnis ist verloren gegangen, und damit die erhebenden, transzendenten Kräfte der Sexualität und deren Fähigkeit, echte Liebe zu transportieren. Einige Menschen versuchen, allein durch Sexualität ein Tor zu höherem Bewusstsein zu öffnen und die gesuchte Verschmelzung auf rein physischer Ebene zu erreichen. Auch wenn man höchste Motive hat, muss klar sein, dass Sex eine innere Dualität ist, die es innerlich zu transzendieren gilt. Er kann daher nie ein Ziel an sich sein. Diese Transzendenz kann nur mit Bewusstsein erreicht werden. Wenn dieses Prinzip zum Allgemeinwissen wird, kann es zu einer neuen und ehrfürchtigeren Haltung zwischen Männer und Frauen, zwischen Rassen und zwischen der Menschheit und der Erde führen. In mancher Hinsicht braucht eine neue Menschheit eine neue sexuelle Ökologie.“

## Werke
Die Werke Khuls decken ein breites Spektrum an Themen ab, darunter die Struktur des Universums (Kosmologie), die Rolle der Menschheit innerhalb des kosmischen Plans, die Bedeutung der Strahlen (als Ausdruck kosmischer Energien) und die spirituelle Disziplin, die notwendig ist, um das Alltagsbewusstsein zu erweitern. Die Werke von Dwjal Khul sind für ihre tiefgründigen und komplexen Darstellungen spiritueller Prinzipien bekannt und erfordern häufig ein intensives Studium und eine gewisse Vertrautheit mit esoterischer Symbolik. Seine Werke haben zahlreiche spirituelle Bewegungen und Gemeinschaften beeinflusst, die sich der inneren spirituellen Arbeit und der Förderung eines universellen Dienstes verschrieben haben.
Erste Serie von drei Interpretationen der zeitlosen Weisheitslehren, die nach den Angaben von Helena Blavatsky in Zusammenarbeit mit Dwjal Khul auf die von ihr beschriebene spezifische Weise in den Jahren 1875–1890 entstanden sind:
- Isis entschleiert. Übersetzt von Hank Troemel. 2 Bände. Aquamarin-Verlag, Grafing 2003, ISBN 3-89427-244-9 (gekürzte Ausgabe).
- Isis entschleiert: Ein Meisterschlüssel zu den alten und modernen Mysterien, Wissenschaft und Theologie. 2 Bände. Adyar-Reprint, Edition 3 Masques, Burgh-Haamstede 1999, ISBN 3-927837-59-8.
- Die entschleierte Isis: Ein Meisterschlüssel zu den alten und neuen Mysterien. Aus dem Englischen der 4. Auflage übersetzt von A. K. und R. W. 3 Bände. Theosophisches Verlagshaus, Leipzig 1922f. Neuausgabe: Isis entschleiert. Ein Meisterschlüssel zu den alten und modernen Mysterien. Verlag Esoterische Philosophie, Hannover 2000, ISBN 978-3-924849-52-8.
- Die Geheimlehre. Bd. I Kosmogenesis, beschreibt den äonenlangen Prozess der Entstehung von Welten sowie ihre schöpferischen Kräfte. Eine Herausforderung für die Wissenschaft; Bd. II Anthropogenesis, zeigt die zentrale Rolle des Menschen und seine geistige Evolution. Die darwinistische Transformationslehre ist damit endgültig widerlegt; Bd. III Esoterik, führt in die sichtbaren und unsichtbaren Bereiche von Mensch und Natur; Bd. IV Index. Mit einem Vorwort von Hermann Knoblauch, Jubiläumsausgabe, Verlag Esoterische Philosophie, ISBN 978-3-924849-51-1.

Zweite Serie von drei Interpretationen der zeitlosen Weisheitslehren, die nach den Angaben von Alice Bailey in Zusammenarbeit mit Dwjal Khul auf die von ihr beschriebene spezifische Weise in den Jahren 1919–1949 entstanden sind:
- Eine Abhandlung über Kosmisches Feuer. Lucis, Genf 1981 (2. Auflage), ISBN 3-87683-014-1.
- Eine Abhandlung über die Sieben Strahlen Band I: Esoterische Psychologie. Lucis, Genf 1993 (4. Auflage), ISBN 2-88289-066-4.
- Eine Abhandlung über die Sieben Strahlen Band II: Esoterische Psychologie. Lucis, Genf 1990 (3. Auflage), ISBN 2-88289-049-4.
- Eine Abhandlung über Weisse Magie. Lucis, Genf 1995 (6. Auflage), ISBN 3-87683-907-6.
- Esoterische Astrologie. Lucis, Genf 1988 (3. Auflage), ISBN 3-87683-914-9.
- Erziehung im Neuen Zeitalter. Lucis, Genf 1995 (3. Auflage), ISBN 2-88289-059-1.
- Esoterisches Heilen. Lucis, Genf 1995 (5. Auflage), ISBN 2-88289-068-0.
- Verblendung: Ein Weltproblem. Lucis, Genf, ISBN 978-3-87683-903-5.
- Initiation, menschliche und solare Einweihung. Lucis, Genf, ISBN 978-2-88289-061-0.
- Briefe über Okkulte Meditation. Lucis, Genf, ISBN 978-3-87683-911-0.
- Probleme der Menschheit. Lucis, Genf, ISBN 978-2-88289-065-8.
- Die Wiederkunft Christi. Lucis, Genf, ISBN 978-2-88289-044-3.
- Telepathie und der Ätherkörper. Lucis, Genf, ISBN 978-2-88289-046-7.
- Esoterische Psychologie, 2 Bände. Lucis, Genf, ISBN 978-2-88289-066-5 (Band 1).
- Die Strahlen und die Einweihungen. Lucis, Genf, ISBN 978-3-87683-077-3.
- Schicksal und Aufgabe der Nationen. Lucis, Genf, ISBN 978-2-88289-064-1.
- Jüngerschaft im Neuen Zeitalter, 2 Bände. Lucis, Genf, ISBN 978-2-88289-074-0 (Band 1).
- Die Geistige Hierarchie tritt in Erscheinung. Lucis, Genf, ISBN 978-3-87683-121-3.

Von Alice Bailey mit Hilfe Dwjal Khuls:
- Der Yoga-Pfad, Patanjalis Lehrsprüche. Lucis, Genf 1978, ISBN 3-87683-119-9.
- Die Arbeiten des Herkules: eine astrologische Interpretation. Lucis, Genf 1988, ISBN 3-87683-912-2.

## Kritik
Helena Blavatsky wird des Synkretismus bereits bestehender Religionen und Lehren beschuldigt. Das Konzept der Meister könne über die Hochgrad-Freimaurerei aus dem Rosenkreuzertum abgeleitet werden. Die Lehre von der Großen Weißen Bruderschaft und die Geschichte von den Meistern sei im Arya Samaj erfunden. Nach Paul Johnson waren die Meister der Weisheit weder real noch gänzlich fiktiv, sondern von Blavatsky erfundene Deckidentitäten für verschiedene reale Personen, die sie inspirierten oder ihr geholfen hatten. So sei mit dem Meister Koot Hoomi tatsächlich der Sikh-Politiker Sirdar Thakar Singh gemeint gewesen, Meister Morya stehe für Ranbir Singh, den Maharadscha von Kaschmir.
Rudolf Steiner, der Begründer der Anthroposophie und zeitweilige Vorsitzende der Theosophischen Gesellschaft Deutschland, berief sich nicht direkt auf Dwjal Khul. Zwar stammt die Anthroposophie in ihren Anfängen aus der Theosophie, und Steiner war zunächst stark von den Ideen Blavatskys beeinflusst, jedoch gibt es einige Unterschiede zwischen den beiden Bewegungen. Dwjal Khul wird hauptsächlich in den Lehren Baileys und indirekt von Blavatsky erwähnt. Alice Bailey begann ihre esoterische Arbeit erst nach Steiners Trennung von Theosophischen Gesellschaft und seiner Gründung der Anthroposophie. Dwjal Khul ist besonders bekannt durch die telepathische Zusammenarbeit mit Bailey, die Ende 1919 begann. In Blavatskys Werken wird Dwjal Khul zwar als ein Meister der Weisheit erwähnt, aber ohne die prominente Rolle, die er später in Baileys Schriften einnimmt. Rudolf Steiner erwähnte einige der Meister, die auch in der Theosophie wichtig waren, wie Meister Koot Hoomi oder Meister Morya, aber er entwickelte zunehmend seine eigene spirituelle Philosophie, die sich deutlich von der Theosophie abgrenzte. Er kritisierte die Idee von aufgestiegenen Meistern, die physisch auf der Erde wirken, und lehnte das telepathische Empfangen von Informationen, wie es Alice Bailey praktizierte, ab.
Tenor der Schriften Baileys ist das Vorhandensein einer Gruppe von höheren Geistwesen auf der Erde (Meister der Weisheit). An der Spitze dieser Gruppe, welche Bailey als die geistige Hierarchie unseres Planeten bezeichnet, steht angeblich Christus, der als überkonfessioneller Weltlehrer verstanden wird und im Einklang mit Buddha das Liebe-Weisheit Prinzip verkörpert. Ihr Werk ist in starker Übereinstimmung mit den Schriften Helena Blavatskys und anderer Theosophen, beispielsweise in ihrem Glauben an Reinkarnation und spiritueller Evolution, weist aber auch einige Differenzen dazu auf. Baileys Werke handeln von esoterischer Philosophie und Psychologie, Esoterische Astrologie, Weißer Magie, Bewusstseinserweiterung und Meditation. Von Bailey stammt auch das Mantra von „Die große Invokation“, das von vielen Esoterikern weltweit benutzt wird. Sie gilt als Wegbereiterin der New-Age-Bewegung. Zu den irdischen Vertretern der erhabenen kosmischen „weißen Bruderschaft“, die in ihrer theosophischen Weltanschauung das Weltenschicksal lenken, zählt Bailey auch politisch wirkungsträchtige Personen. Grundsätzlicher Entscheid für jeden Leser ist dabei immer die eigene Haltung zum Anspruch von Alice Bailey, bei fast allen ihren umfangreichen Werken „nur“ ein Werkzeug für den Meister Dwjal Khul gewesen zu sein – bei fast jeden Tag stundenlanger gemeinsamer Arbeit, wie sie in ihrer Autobiographie schildert. Und Stellung zu beziehen zum Anspruch dieses Wesens, durch seinen fortgeschrittenen geistigen Stand der Menschheit spirituelles Wissen von hoher Reinheit und tiefer Wahrheit übermitteln zu können, von der der Einzelne in großem Umfang profitieren kann. Und der Lucis Trust betrachtet es offensichtlich als Pflicht, dieses Wissen bereitzustellen, denn auf dessen Internetpräsenz wird zu allen von Alice Bailey veröffentlichten Werken kostenlos Zugang gegeben, darunter auch zu einer deutschen Übersetzung.
Die Autorin Lee Penn behauptet, dass Bailey "in vielen ihrer Bücher Hass auf das Judentum ausdrückte". Der russische Historiker Victor Shnirelman sagt: "Rassist und antisemitische Trends sind explizit ... in den okkulten Lehren von Alice Bailey (Gründerin der New-Age-Bewegung) und ihren Anhängern, die das Christentum von seinem „jüdischen Erbe“ reinigen und die „jüdische Bibel“ als Voraussetzung für den Eintritt ins Zeitalter des Wassermanns ablehnen wollen.
Dem Thema des Judentums wird in zahlreichen Bänden des Gesamtwerks Raum gegeben. Dazu zählen Esoterisches Heilen, Probleme der Menschheit, Schicksal und Aufgabe der Nationen und Verblendung: Ein Weltproblem. So stellt sie in Esoterisches Heilen über die Geschichte der Juden, wie sie in der hebräischen Bibel erzählt wird, fest, dass diese auf „derselben Ebene wie das Verhalten der Deutschen in der Gegenwart“ (S. 289) liege. Da dieser Text während des Zweiten Weltkrieges verfasst wurde, wird hier folglich eine Gegenüberstellung alttestamentlicher jüdischer Geschichte, die von aggressiven Handlungen erfüllt sei, mit der Shoa unternommen. Die Verfolgung der Juden sei Ergebnis eines negativen Karmas, das diese durch die „Frevelhaftigkeit ihres Handelns“ (ebd., S. 290) angehäuft hätten, sodass alles, was ihnen während der Naziverfolgung widerfuhr, „symbolisch und tatsächlich den Preis für alles, was sie in der Vergangenheit getan haben“ (ebd.) darstelle. Als Beispiel für diese Frevelhaftigkeit wird u. a. die „deutliche Grundtendenz des hebräischen Volkes, zu täuschen und zu übervorteilen“ (ebd., S. 293) genannt. Nur vollständige Assimilation könne das jüdische Problem lösen: „Das Problem wird gelöst werden, wenn der Jude bereit ist, sich der Zivilisation, der kulturellen Tradition und dem Lebensstandard eben jener Nation anzupassen, in die Geburt und Erziehung ihn hineinstellten“ (ebd., S. 293). Das jüdische Problem kann nach Bailey also nur gelöst werden, indem die Juden aufhören, Juden zu sein. Bailey verurteilt aber ebenso die Gräueltaten der Verfolger: „Was ich gesagt habe, mildert in keiner Weise die Schuld derer, welche die Juden so schwer mißhandelt haben“ (ebd., S. 292). Besonders ausführlich wird auf die besondere Situation des jüdischen Volkes, wie sie aus Sicht von Alice Baileys Werk besteht, in Die geistige Hierarchie tritt in Erscheinung eingegangen. Dort beschreibt  Der Tibeter – den Alice Bailey nach ihrer Aussage übermittelt – den Weg des jüdischen Volks in einem langen zeitlichen Zusammenhang von aufeinanderfolgenden Sonnensystemen. Sie werden als Abkömmlinge des ersten Sonnensystems betrachtet und waren das „höchste Produkt dieses Systems“ (S. 102). Weiter heißt es: „Wenn die Menschheit das jüdische Problem (in verständnisvoller Zusammenarbeit mit den Juden selbst) lösen und die uralten Antipathien und Haßgefühle überwinden will, dann ist das nur in der Weise möglich, dass sie das Problem mit einer umfassenden humanitären Situation verbindet. … Die Erdenmenschheit und die Gruppe jener Menschen, die ihrer Herkunft weit älter sind als wir, werden dann eine einzige Menschheit bilden; dann wird Frieden auf Erden sein.“ In Kapitel 3 ihrer unvollendeten Autobiographie, veröffentlicht 1951 nach ihrem Tode, schreibt sie: „Ich habe keinerlei Abneigung gegen Juden; einige meiner liebsten Freunde … sind Juden; ich liebe sie von ganzem Herzen, und sie wissen das auch. Es gibt nur wenige Menschen in der Welt, die mir so nahe stehen wie sie… Ich habe offiziell auf Hitlers schwarzer Liste gestanden, weil ich während meiner Vorlesungen in verschiedenen westeuropäischen Städten die Juden verteidigt hatte. Obwohl ich mir der wundervollen Eigenschaften der Juden, ihres Beitrags zur westlichen Kultur und Wissenschaft und ihrer ausserordentlichen Begabung auf dem Gebiet der schöpferischen Künste voll und ganz bewusst bin, kann ich mir doch keine unmittelbare Lösung für dieses kritische und verwirrende Problem vorstellen.“